# Národní park Pyreneje
Národní park Pyreneje (francouzsky Parc national des Pyrénées) je francouzský národní park v Západních a Středních Pyrenejích. Leží na jihozápadě země, v regionech Midi-Pyrénées a Akvitánie, v departementech
Hautes-Pyrénées a Pyrénées-Atlantiques. Byl založený v roce 1967 (jako třetí francouzský národní park). Jádro parku má rozlohu 457 km² a ochranné pásmo parku má 2 064 km². Na jihovýchodě na park navazuje španělský Národní park Ordesa y Monte Perdido.

## Geografie
Pyrenejský národní park zahrnuje nejvyšší hory na francouzské straně Pyrenejí, rozkládá se přibližně v délce 100 km podél francouzsko-španělské hranice mezi údolími menších řek Aspe a Aure. Cílem parku je ochrana velehorského reliéfu modelovaného ledovci a erozí, stejně tak vysokohorské flory a fauny.

## Flora a fauna
Nachází se zde řada ledovcových jezer, jedlové lesy, z endemické vegetace zde rostou lilie pyrenejská, orlíček pyrenejský, hvězdnice pyrenejská. Ze zvířat se zde vyskytují například medvěd hnědý, kamzík pyrenejský, kozorožec pyrenejský či tetřev hlušec.